# Lauwe
Lauwe est une section de la ville belge de Menin, en province de Flandre-Occidentale. C'était une commune à part entière avant la fusion des communes de 1977.
La devise de Lauwe est : Lauwe Leeft (« Lauwe Vit »)

## Géographie
Lauwe est limitrophe de Wevelgem (section de commune), Marke, Aalbeke, Rekkem et Menin (section de commune)
La Lys marque la limite entre Lauwe et Wevelgem.

## Démographie

### Évolution démographique
- Sources : INS, Rem. : 1831 jusqu'en 1970 = recensements, 1976 = nombre d'habitants au 31 décembre[3].

## Histoire
Le village de Lauwe est mentionné pour la première fois en 804.
Vers 1760, Julien-Louis-François Bidé Ier (1740-1802), écuyer, est seigneur de La Grandville, de Rogy. Fils de Charles-Julien Bidé de la Grandville, écuyer, seigneur de la Grandville, bourgeois de Lille, inscrit au rôle des nobles de la province de Flandre, et de Marie-Françoise Libert, dame de Quartes, il est ondoyé le 2 avril 1740, baptisé en mai 1740. L'empereur Joseph II le crée comte de Lauwe le 30 avril 1777. Il est inscrit au rôle des nobles de la province de Flandre par ordonnance du 11 août 1774. Passé bourgeois de Lille le 29 janvier 1761, créé marquis en 1776, il devient la même année conseiller secrétaire du roi en sa chancellerie près le conseil supérieur à Douai jusqu'en 1779. À cette date, il cède l'office à son successeur avant de le vendre en 1783.Le 14 germinal an 10 (4 avril 1802), prévenu d'émigration, détenu à Lille, Julien-Louis-François doit à « son grand âge et à ses infirmités » d'éviter, sur ordre de Joseph Fouché, ministre de la police, d'être déporté hors de France comme prévu. Il meurt le 11 septembre 1802, à 62 ans. Il a pris pour femme le 30 août 1760 Marie-Thérèse-Joseph Ingiliard (1740-1818), dame de la Mairie, fille d'Édouard-Paul, seigneur de Fromelles, La Mairie, bailli des États de Lille, et de Marie-Françoise-Joseph Aulent de La Longuerie. Baptisée à Lille le 25 mai 1740, elle meurt le 11 avril 1818, à 77 ans.
Julien-Louis-François Bidé II (1767-1839), fils de Julien-Louis-François Bidé Ier, créé comte de Lauwe en 1782, seigneur de la Grandville, est baptisé à Lille le 1er décembre 1767, devient bourgeois de Lille le 10 janvier 1789 et meurt le 19 novembre 1839, à 62 ans. Il est enterré à Beaucamps (Beaucamps-Ligny est une possession de la famille de sa femme)). Il épouse à Lille le 11 novembre 1788 Françoise-Joseph-Sophie de Flandres, baptisée à Lille le 10 décembre 1771 (elle a 17 ans), fille d'Alexis-Joseph, écuyer, seigneur de Radinghem-en-Weppes et du Coutre, et de Christine-Thérèse de Rouvroy,.
Henri-Julien-Léon Bidé (1792-1870), fils de Julien-Louis-François Bidé II, comte de Lauwe, et de la Grandville, nait en 1792, meurt à Beaucamp  le 1er juin 1870, à 78 ans. Il prend pour femme le 5 août 1818 Marie-Caroline De Beauffort (famille de Beauffort), fille de Charles-Louis, marquis de Beauffort, et d'Honorine-Léopoldine-Ghislaine de Mérode (maison de Mérode) (1793-1865), née à Anvers le 3 janvier 1793, morte le 6 septembre 1865 à 72 ans.

## Personnalités nées à Lauwe
- André Rosseel (1924-1965), coureur cycliste professionnel
- Herman Roelstraete (1925-1985), compositeur, et musicologue
- Tony Sandler, chanteur né en 1933
- Willem Vermandere, artiste né en 1940
- Gilbert Bossuyt, homme politique né en 1947
- Lorenzo Staelens, footballeur né en 1964
- Hein Vanhaezebrouck, footballeur et entraîneur, né à Lauwe en 1964.

## Galerie

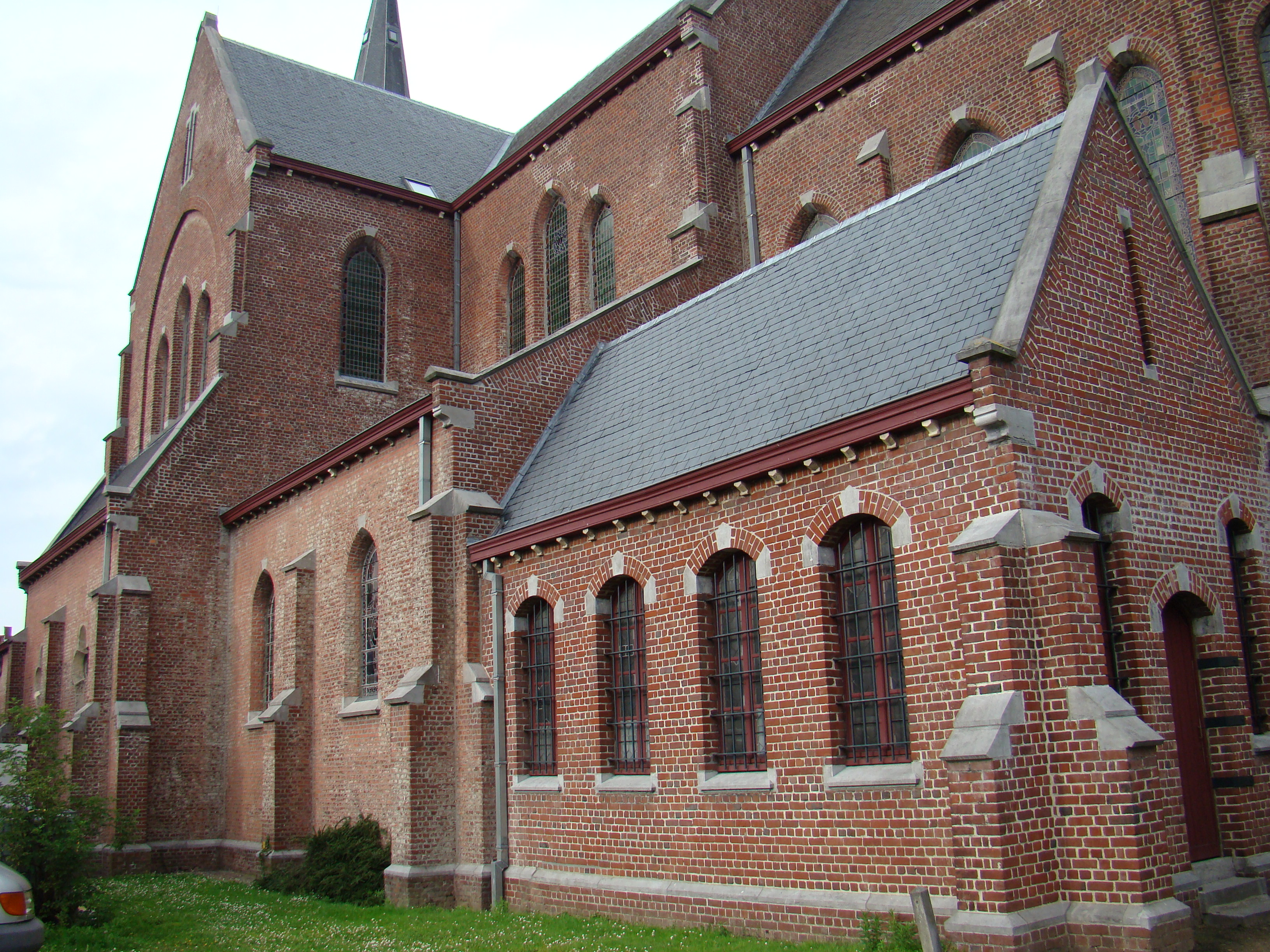
L'église.
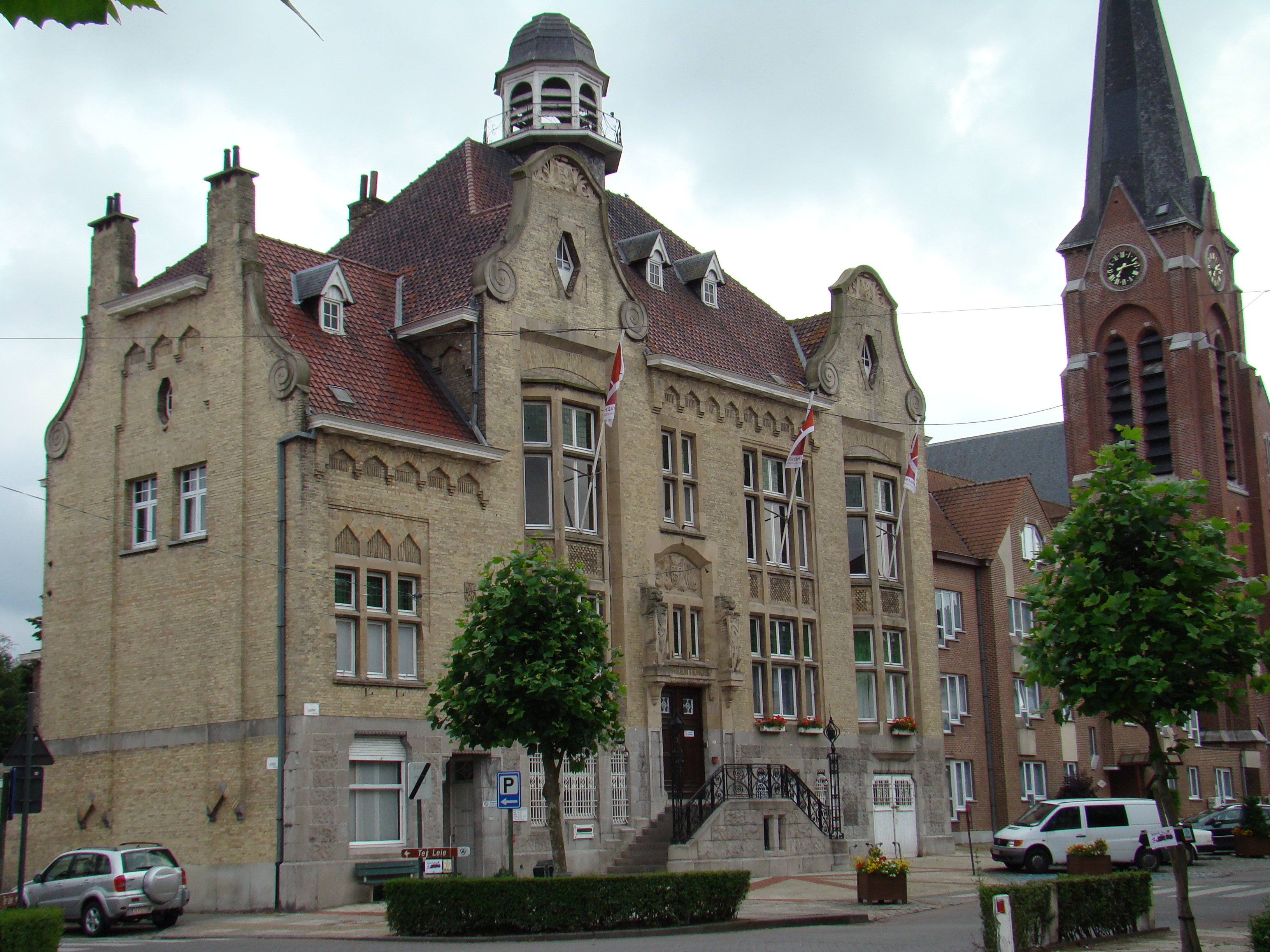
La maison communale.
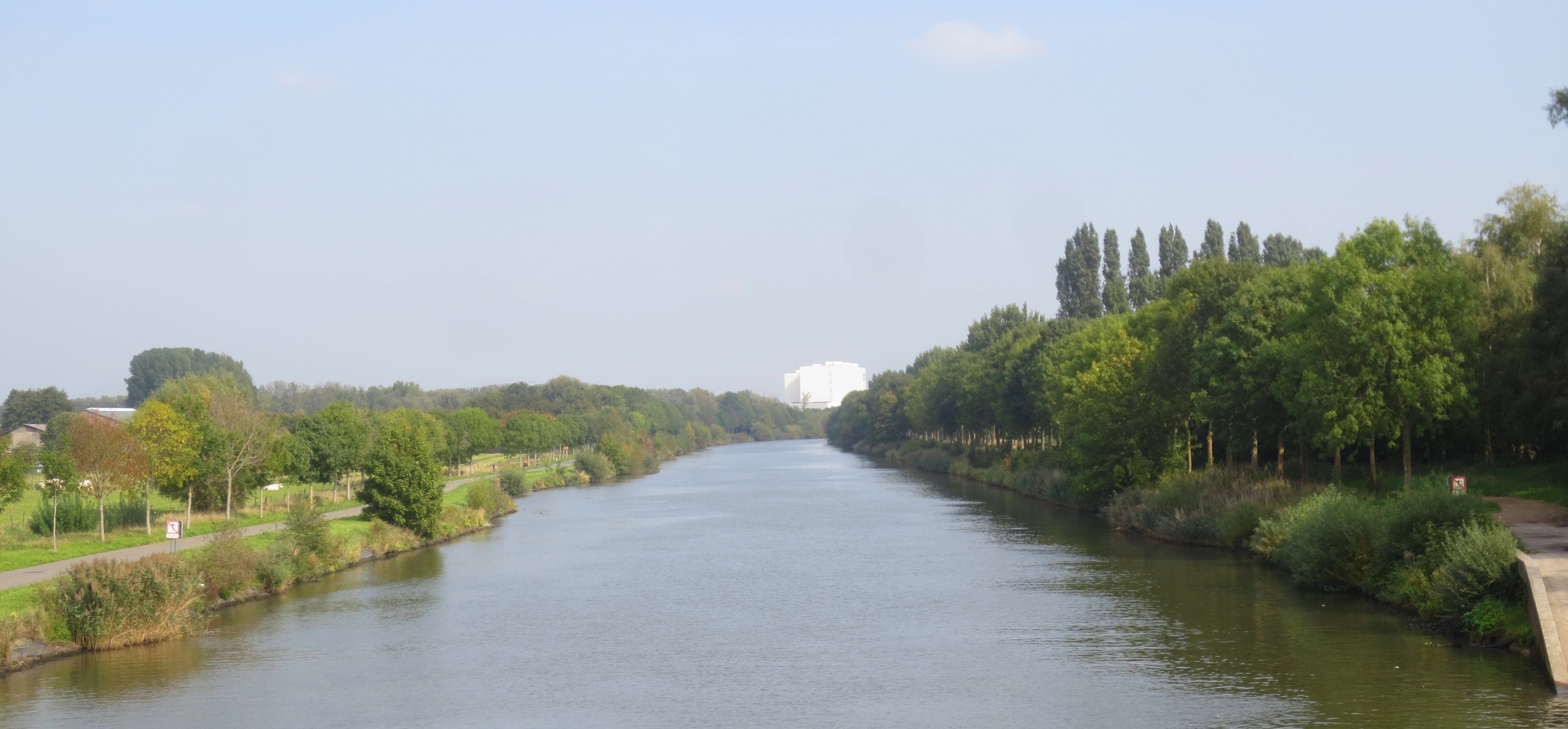
La Lys.
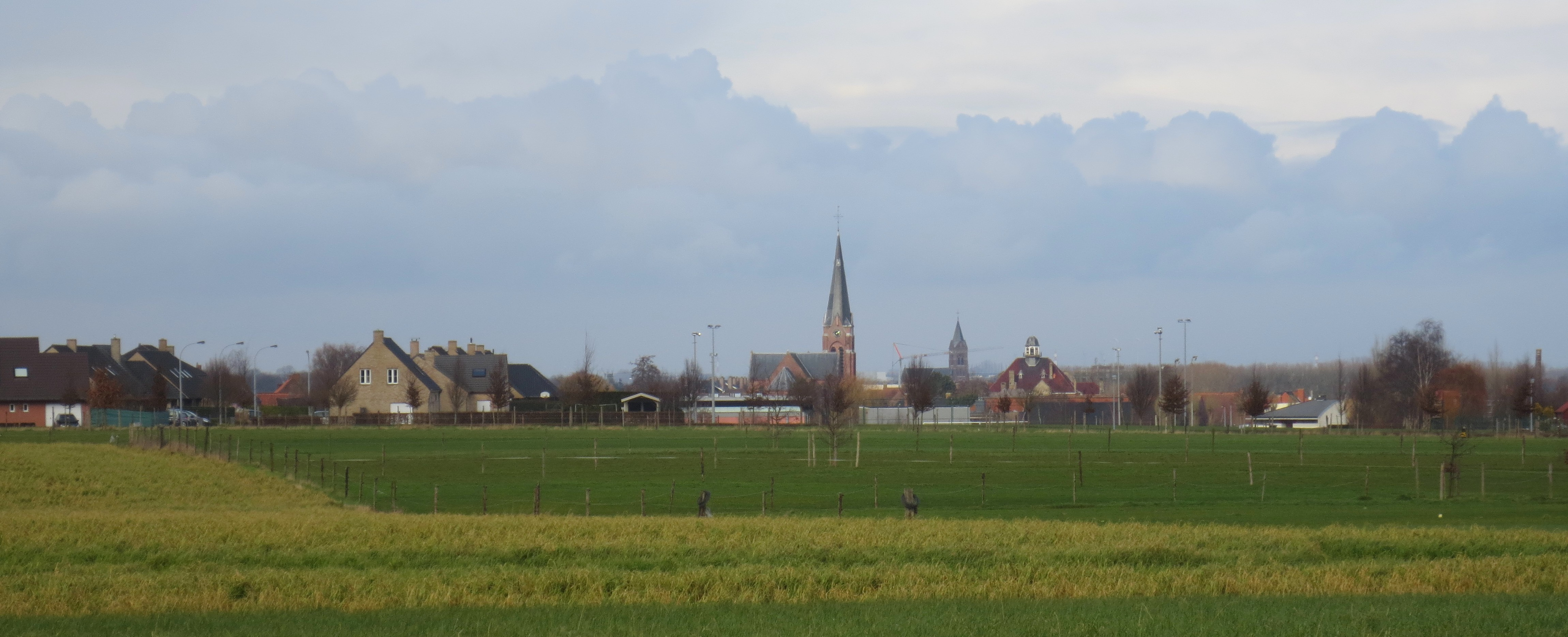
La campagne.
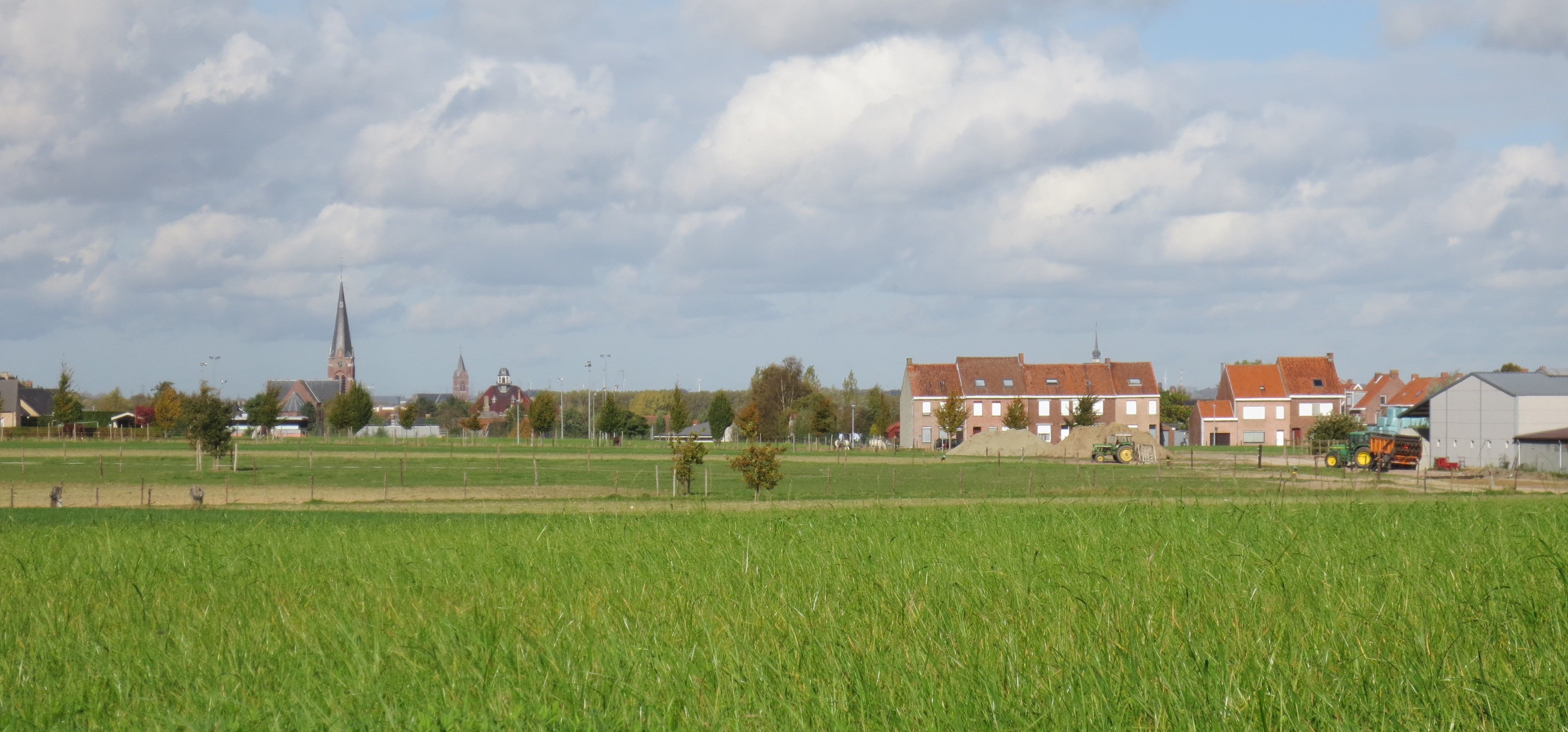
Vue panoramique.
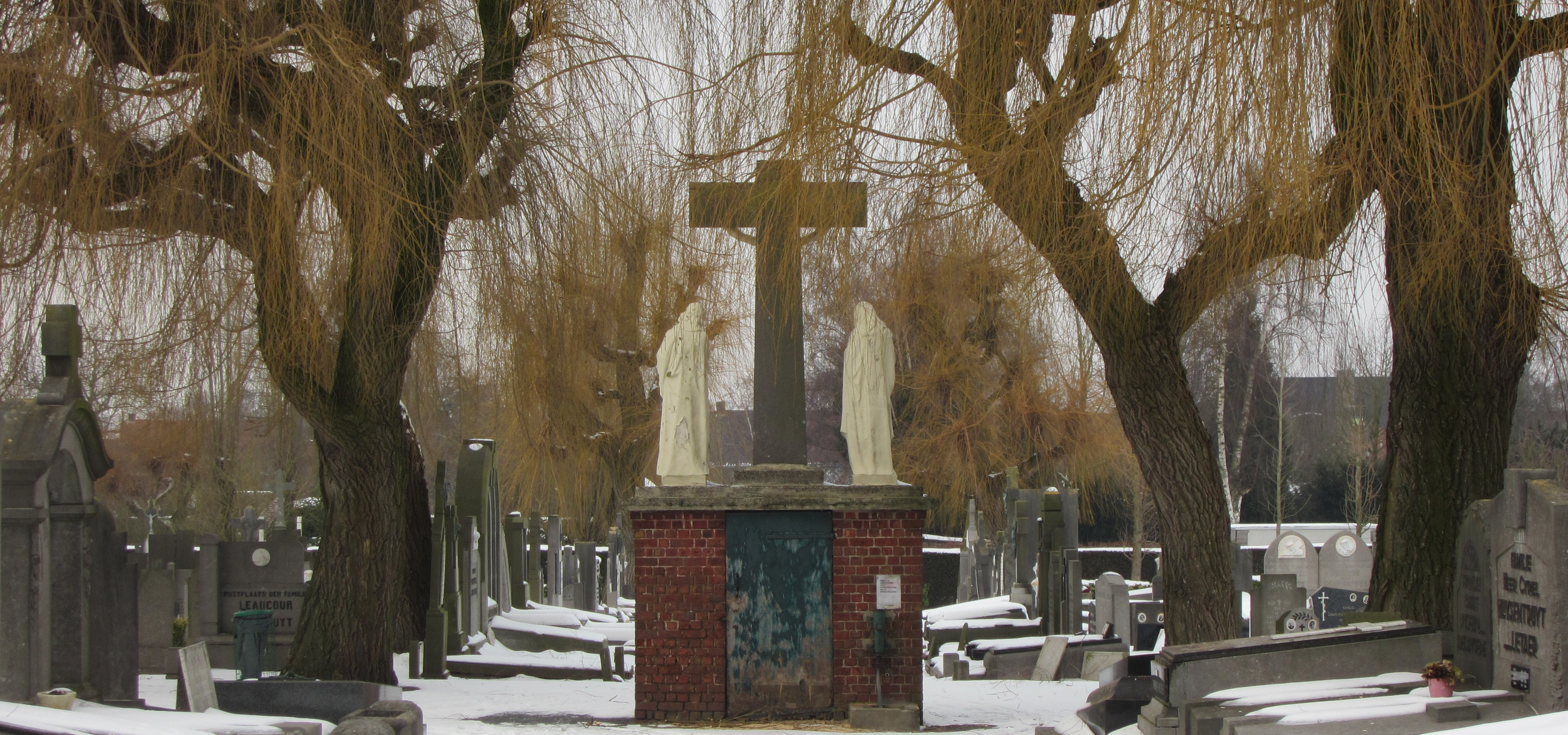
Le calvaire.